# Jacob Plaut
Jacob Plaut (geboren am 11. Januar 1817 in Nordhausen; gestorben am 4. Februar 1901 in Nizza) war ein deutscher jüdischer Bankier und Ehrenbürger der Stadt Nordhausen.

## Leben

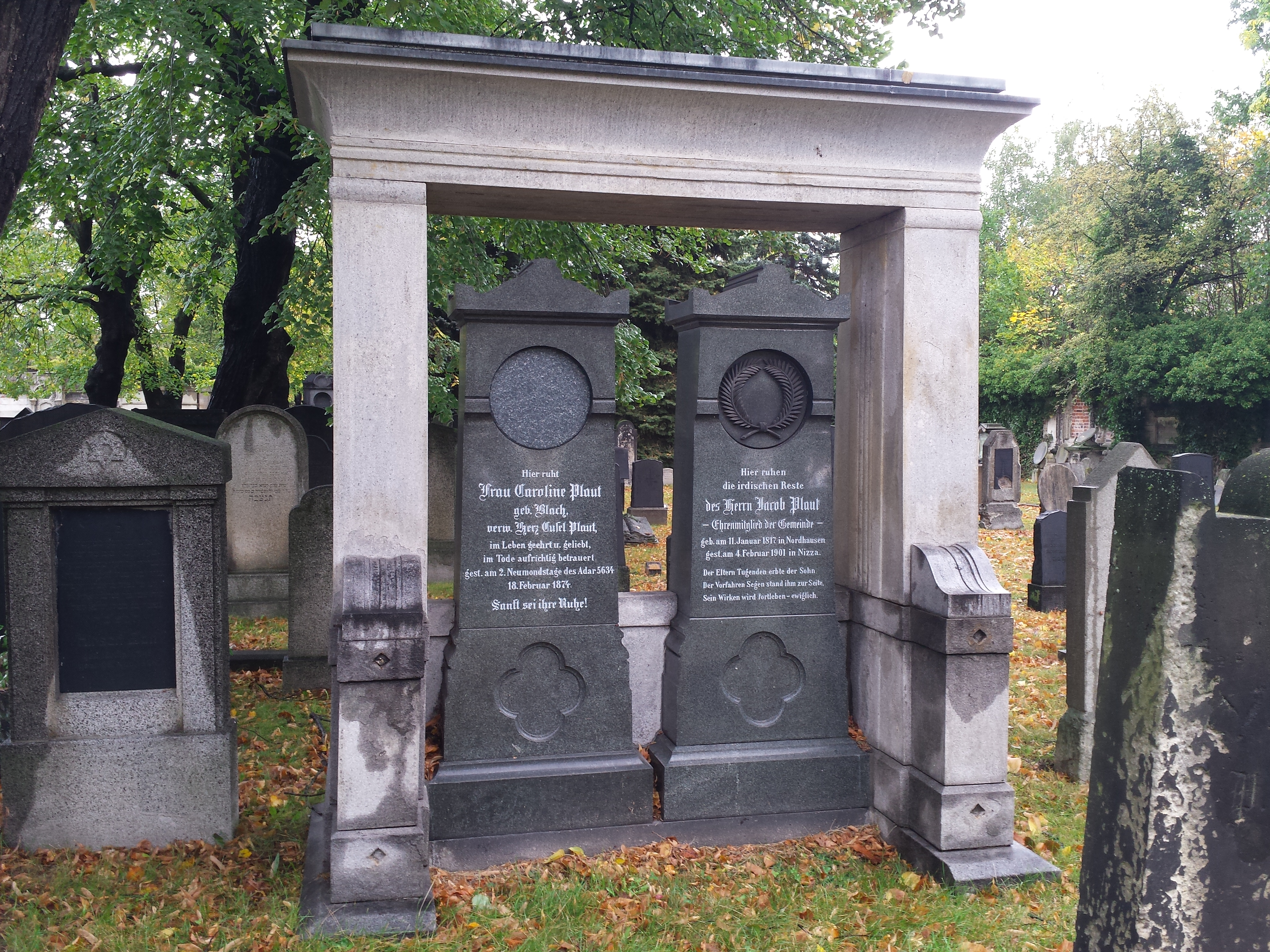
Grabstätte von Jacob Plaut und seiner Mutter Caroline geb. Blach auf dem Alten Israelitischen Friedhof Leipzig

Jacob Plaut war ein Sohn des jüdischen Bankiers Herz Cusel Plaut (1785–1837) und dessen Ehefrau Caroline Plaut geb. Blach. Von 1823 bis 1829 besuchte er das Nordhäuser Gymnasium und wurde daneben vom jüdischen Gemeindelehrer Havelland in Geschichte, Hebräisch und Religion unterrichtet. In Leipzig machte er eine Banklehre im Bankhaus Becker & Co., zur selben Zeit besuchte er die Handelslehranstalt. Nach der Lehre kehrte er in seine Heimatstadt Nordhausen zurück und arbeitete zusammen mit seinem Bruder Moritz (1822–1910) im väterlichen Bankgeschäft, das 1852 von der Firma Bach und Fränkel übernommen wurde. Die Brüder gründeten neue Bankhäuser in Leipzig und Berlin. In Leipzig waren sie wesentliche Finanziers des expandierenden Welt-Pelzhandels am Leipziger Brühl.
1879 wurde das Plaut-Stift gegründet, ein Altersheim in Nordhausen, das bei den Luftangriffen auf die Stadt 1945 zerstört wurde. Zudem stifteten die Brüder Gustav, Jacob und Moritz der Stadt große Geldbeträge zu wohltätigen Zwecken. Die eine Hälfte der Zinsen bekam die jüdische Gemeinde von Nordhausen und die andere Hälfte diente zur Unterstützung der „Ortsarmen“. Sein Bruder Moritz und er wurden zu Ehrenbürgern der Stadt ernannt.
Plaut lebte seit den 1860er Jahren als Vegetarier und unternahm zahlreiche Reisen in Europa. In den 1870er Jahren siedelte die Familie nach Berlin um. Plaut verstarb am 4. Februar 1901 in Nizza und wurde auf dem Alten Israelitischen Friedhof in Leipzig begraben.
Die Jacob-Plaut-Stiftung unterstützte 1905 u. a. den Aufbau der Volksbücherei Nordhausen, die 1907 den Namen „Jacob-Plaut-Volksbücherei“ erhielt. Heute tragen in Nordhausen eine Straße sowie eine Treppe den Namen Jacob Plauts. In Leipzig wurde die Plautstraße nach ihm benannt. In Erinnerung an seine größere Spende an den Dresdner Spar- und Bauverein trägt in Dresden das Doppelwohnhaus Coschützer Straße 54/56 den Namen „Plaut-Haus“.